# Martín Fernández de Enciso

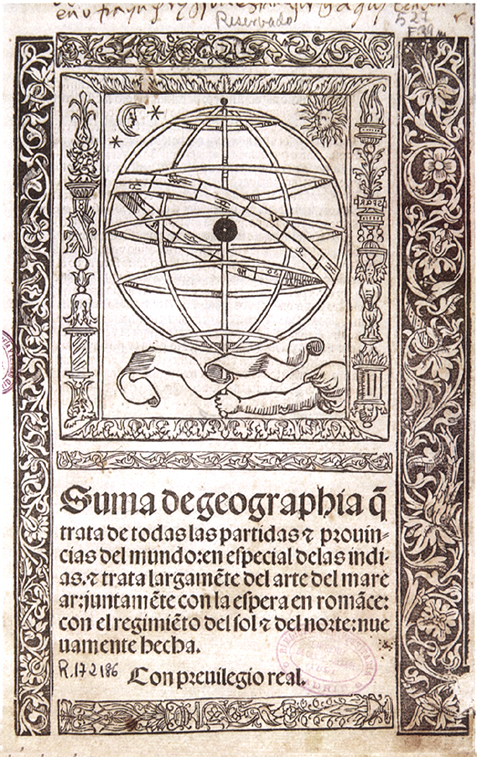
Livro "Suma de Geographia" de Martín Fernández de Enciso, aborda navegação e geografia das Índias. Publicado em 1519 por Jacobo Cromberger, em Sevilha.

Martín Fernández de Enciso, natural de Sevilla, geógrafo, cartógrafo, navegador e administrador colonial espanhol dos fins do século XV e meados do XVI.